# リン酸トリブチル
リン酸トリブチル（TBP）は化学式(CH3CH2CH2CH2O)3POで表される有機リン化合物である。無臭・無色の液体で抽出剤および可塑剤としての用途がある。n-ブタノールのエステルである。

## 製法
リン酸トリブチルはn-ブタノールのエステル化によって生成する。実験室的製法としては、塩化ホスホリルを用いた以下の反応を使う。
{\displaystyle {\ce {POCl3\ + 3 C4H9OH -> PO(OC4H9)3\ + 3HCl}}}
全世界で1年間に3,000 - 5,000トンが生産されていると予測されている。

## 用途
ニトロセルロースやアセチルセルロースのようなセルロースエステルの溶剤および可塑剤として用いられる。また、いくつかの金属に対して疎水性の錯体を形成する。これらの錯体は有機溶剤や超臨界二酸化炭素にも溶ける。主な工業的用途は飛行機の油圧作動油、鉱石からの希土類金属の抽出・精製である。
また、インクや合成樹脂、天然ゴム、接着剤（ベニヤ板用)、濃縮された除草剤や、殺菌剤の溶剤に使われる。
無臭であるため、洗剤やエマルジョン、ペンキ、接着剤の消泡剤、エチレングリコール-ホウ砂不凍液の消泡剤に使われる。油主成分の潤滑剤にTBPを添加することで、油膜の強さを増すことが出来る。木綿のマーセル化の溶液にも使われ、その濡れ性を改善できる。また、熱交換媒体にも使われる。除草剤や、水性ペイントや彩色の基剤としても使われる。

### 核化学
ケロシンやドデカンに15 - 40%（通常は30%程度）のリン酸トリブチルを溶かした溶液は、硝酸に溶解させた使用済み核燃料棒からウランやプルトニウム、トリウムを液液抽出するのに使われる。これは、PUREX法と呼ばれる核燃料再処理プロセスの一部である。
2002年の北朝鮮の寧辺核施設の再稼動と同時期に、20トンのリン酸トリブチルが中国から北朝鮮に輸出されたことがアメリカ合衆国および国際原子力機関に確認され、関心を寄せている。これは3 - 5発の核兵器を作るのに十分な量とされている。

## 危険性
濃硝酸にTBPケロシン溶液を触れさせるとニトロ化され、危険で爆発性のあるレッドオイルとなり、アメリカのサバンナリバーや、ロシアのトムスクの再処理工場で事故を引き起こした。